# Níjnie Serguí
Níjnie Serguí (en rus: Нижние Серги) és una ciutat de l'óblast de Sverdlovsk, a Rússia, segons el cens del 2021 tenia 8.891 habitants.